# Peter Turkson
Peter Kodwo Appiah Turkson (11 d'octubre de 1948) és un cardenal ghanià de l'Església Catòlica. És el President del Consell Pontifici per a la Justícia i la Pau des del seu nomenament pel Papa Benet XVI el 24 d'octubre de 2009. Serví com a arquebisbe de Cape Coast. Va ser elevat al col·legi cardenalici pel Papa Joan Pau II al 2003 i ha estat àmpliament vist com un papabile.

## Biografia
Turkson va néixer a Wassaw Nsuta, a la regió occidental de Ghana, fill d'una mare metodista i un pare catòlic. És el quart de deu germans. La seva mare venia verdures al mercat, mentre que el seu pare era fuster. Té un oncle patern musulmà. Estudià al Seminari de Santa Teresa al poble d'Amisano i Pedu, abans d'estudiar al seminari de St. Anthony-on-Hudson de Rensselaer, New York, on es graduà en teologia. Durant aquest temps realitzà cursos d'estiu a la Universitat d'Albany. Va ser ordenat al presbiterat per l'arquebisbe John Amissah el 20 de juliol de 1975.
Turkson va fer de professor al seminari menor de Santa Teresa entre 1975 i 1976, on ingressà a l'Institut Pontifici Bíblic de Roma, assolint una llicenciatura en Sagrades Escriptures el 1980. Tornà al seminari per un any (1980-81), i esdevingué vicerector del Seminari de Sant Pere el 1981. També realitzà tasca pastoral a una parròquia annexa al seminari. Entre 1987 i 1992, realitzà els seus estudis doctorals en Sagrada Escriptura al Pontifici Institut Bíblic, però no va poder completar la seva tesi a causa del seu nomenament com a arquebisbe de Cape Coast.

### Carrera episcopal
El 6 d'octubre de 1992, Turkson va ser nomenat arquebisbe de Cape Coast pel Papa Joan Pau II. Rebé la seva consagració episcopal el 27 de març de 1993 de mans de l'arquebisbe Dominic Kodwo Andoh, amb els arquebisbes Peter Poreku Dery i Peter Kwasi Sarpong servint com a co-consagradors. Serví com a President de la Conferència Episcopal de Ghana entre 1997 i 2005, i com a canceller de la Universitat Catòlica de Ghana des de 2003.
Joan Pau II el creà cardenal prevere de S. Liborio al seu darrer consistori del 21 d'octubre de 2003. Turkson és el primer ghanès a arribar al Col·legi cardenalici i va ser un dels cardenals electors que van participar en el conclave de 2005, on s'escollí el Papa Benet XVI. Ha estat descrit com «un dels líders més enèrgics de l'Església africana» a The Tablet, una revista catòlica publicada a Londres.

### Cúria romana
El 24 d'octubre de 2009, el Papa Benet XVI nomenà Turkson President del Consell Pontifici per a la Justícia i la Pau. A la Cúria Pontifícia, Turkson és també membre de les congregacions per a l'Evangelització dels Pobles, per al Culte Diví i la Disciplina dels Sagraments, del Consell Pontifici per a la Promoció de la Unitat dels Cristians, de la Comissió Pontifícia per a l'Herència Cultural de l'Església i, des del 4 de març del 2010, del Comitè Pontifici per als Congressos Eucarístics Internacionals. El 12 de juny de 2012 el cardenal Turkson va ser nomenat membre de la Congregació per a l'Educació Catòlica.
El 16 d'octubre de 2010 el Papa Benet el nomenà membre de la Congregació per a la Doctrina de la Fe. Tots aquests nomenaments són per a un període de 5 anys i són renovables. En residir a Roma, Turkson és convidat a assistir no només a les reunions plenàries d'aquests dicasteris, que habitualment se celebren anualment, sinó que també a les reunions ordinàries.
El 10 de març de 2011 el cardenal Turkson oferí una conferència a Durham (Anglaterra), organitzada pel Centre pels Estudis Catòlics de la Universitat de Durham i el bisbat d'Hexham i Newcastle en honor del darrer bisbe, Kevin Dunn, qui va ser instrumental en la creació del centre.
El cardenal Turkson va pronunciar el discurs al plenari de la Trobada del Ministeri Social Catòlic 2011. La reunió, celebrada a Washington DC sobre el tema de "Protegir la vida humana i la dignitat: la promoció d'una economia justa", estava patrocinada per 19 organitzacions catòliques, incloent els bisbes catòlics dels Estats Units. En una entrevista recent amb la CNA, Turkson va dir que havia après de l'experiència passada que la terminologia justícia i pau de l'Església sovint necessiten un aclariment per a una audiència catòlica d'Amèrica. Termes clau pel Vaticà - com ara "justícia social" i "regal" - no sempre s'entenen la forma en què el Vaticà té la intenció, va dir. «Hem descobert que part del vocabulari que s'acaba de donar per fet i es fa servir lliurement no sempre té el mateix sentit o poden haver tingut alguns matisos que de vegades es perden a causa de la forma en què els termes s'utilitzen en el context polític dels Estats Units» va dir el cardenal Turkson en una entrevista el 12 de gener a les oficines del concili a Roma. El Papa Benet XVI va nomenar el cardenal Turkson al seu càrrec a l'octubre de 2009, i pocs mesos després que el Papa llancés el seu model per a l'ensenyament social de l'Església, Caritas in Veritate.
El 30 de març de 2011, el Papa Benet XVI anuncià en la seva audiència general setmanal que enviaria el cardenal Turkson com a mitjancer del Vaticà per contribuir a una possible solució diplomàtica, no militar, pel conflicte a la Costa d'Ivori, que podria convertir-se en una sagnant guerra civil si no es feia front. Allà Laurent Gbagbo s'havia negat, davant la condemna internacional i les protestes i resistència local, a fer un pas al costat i cedir el poder a Alassane Ouattara, el guanyador certificat de les eleccions presidencials. Les atrocitats havien estat comeses per ambdós bàndols.
A l'octubre de 2011, el cardenal Turkson demanà la creació d'una "autoritat global pública" i un "banc central mundial" per governar sobre les institucions financeres que havien quedat obsoletes i sovint inefectives en fer front a les crisis. El document Towards Reforming the International Financial and Monetary Systems in the Context of a Global Public Authority Arxivat 2012-01-07 a Wayback Machine. era molt específic, reclamant per a mesures de taxació sobre les transaccions financeres. Senyalà que «la crisi econòmica i financera que hi ha ens crida a tots, persones i pobles, a examinar en profunditat els principis i els valors culturals i morals en base de la coexistència social.» El document condemnava el que anomenava "la idolatria del mercat", així com el "pensament neoliberal", que diu que miren exclusivament per a les solucions tècniques als problemes econòmics. «De fet, la crisi ha mostrat ha posat de manifest comportaments com l'egoisme, la cobdícia col·lectiva i l'acaparament de béns a gran escala » afegint que l'economia mundial necessita una «ètica i solidaritat entre les nacions riques i les pobres».
A l'octubre de 2012 Turkson creà certa controvèrsia quan mostra un vídeo de YouTube anomenat "Muslim Demographics", que els crítics etiquetaren com a alarmista a una conferència internacional per a bisbes.
Políglota, el cardenal Turkson pot parlar anglès, fante, francès, italià, alemany i hebreu. A més, entén llatí i grec.
Va ser un dels cardenals electors que van participar en el conclave de 2013, on es trià el Papa Francesc.
El desembre de 2021, el papa Francesc acceptà la renúncia del cardenal Peter Turkson com a prefecte del Dicasteri per al Foment del Desenvolupament Humà Integral al finalitzar el seu cicle de cinc anys i fou substituït del càrrec per Michael Czerny.

## Papabile
Immediatament després de l'anunci de l'11 de febrer de 2013 de la imminent dimissió del Papa Benet XVI, com a mínim dos escriptors, així com les empreses d'apostes Paddy Power i Ladbrokes, van senyalar a Turkson com el favorit per a ser elegit com el nou Papa, amb Power donant-li 2/1 probabilitats. Turkson va ser també mencionat davant la llista apocalíptica Profecia dels Papes de Sant Malaquies, en la que el darrer Papa es diu "Pere".
Les probabilitats variaven de 4/1, 11/4 en contra (per PaddyPower), i 5/4 en contra (per Ladbrokes). Partits desconeguts van col·locar cartells electorals falsos a Roma amb el subtítol (traduït) "En el conclave, voti Peter Kodwo Appiah Turkson!"

## Opinions

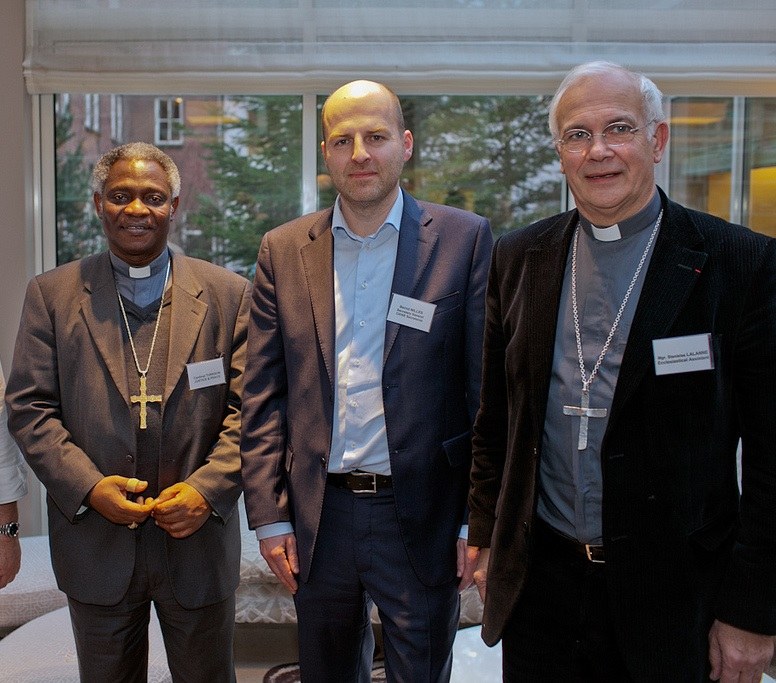
El Cardinal Peter Turkson, el secretari general del CIDSE Bernd Nilles i el bisbe francès Stanislas Lalanne

### Un negre com a Papa
El cardenal Turkson va dir que «si Déu volgués veure un negre també com a Papa, doncs gràcies a Déu». El cronista de l'Església Rocco Palmo va senyalar a Turkson com l'únic estudiós de les Escriptures al "Senat" del Papa, i creu que el seu paper com a "papabile" potencial va augmentar en haver estat nomenat portaveu pel Segon Sínode per l'Àfrica el 2009. Amb la dimissió del Papa Benet XVI al 2013, Turkson va ser vist com un papabile al conclave, però l'escollit va ser el cardenal Jorge Mario Bergoglio.

### VIH/SIDA i condons
El 2009 reafirmà el magisteri social de l'Església sobre la contracepció, davant les afirmacions del Papa Benet XVI que els condons no eren una solució davant la crisi de la SIDA a Àfrica i que havien estat tretes fora de context pels mitjans. Turkson no va descartar condons en totes les circumstàncies; tot i que creu que la qualitat dels condons a l'Àfrica és dolenta, el seu ús podria engendrar falses confiances. Va dir que l'abstinència, la fidelitat i abandonar el sexe si s'estava infectat eren la clau per a lluitar contra l'epidèmia. També creu que els diners gastats en condons seria millor gastat en medicaments anti-retrovirals per tots aquells que estan infectats.

### Reforma del sistema financer internacional
En resposta a la crisi econòmica global iniciada el 2008, el cardenal Turkson, conjuntament amb el bisbe Mario Toso, elaborà una proposta de reforma del sistema financer internacional creant una Auditoria Pública Global i un Banc Global que considerés l'interès de tots els països desenvolupats. El document de 40 pàgines va ser oficialment presentat a l'octubre de 2011 i criticava l'estructura actual del Fons Monetari Internacional i d'altres institucions.

### Homosexualitat
El 2012, en resposta a un discurs del Secretari General de les Nacions Unides Ban Ki-moon demanant als líders de l'Església que fessin més pels drets humans, i en particular pels drets LGBT a l'Àfrica, Turkkson, si bé reconeixia que algunes de les sancions imposades sobre els homosexuals l'Àfrica eren una "exageració", senyalava que la "intensitat de la reacció és potser commensurada amb la tradició". «Sent just que hi hagi una demanda pels drets, també hi ha una demanda per respectar la cultura dels pobles de tota mena», va dir; «Així, si és estigmatitzat, per ser justos, és probable que tingui raó per saber per què s'està estigmatitzat» També demanà que es distingís entre els drets humans i les qüestions morals.

### Escàndols d'abusos sexuals
Al febrer de 2013, Turkson afirmà en una entrevista que creu que els escàndols de pedofília seria «poc probable que estiguin en la mateixa proporció en què ho ha fet a Europa». Va afirmar que «els sistemes tradicionals africans […] han protegit a la seva població contra aquesta tendència», i va arribar a dir que «en diverses cultures a l'Àfrica l'homosexualitat o per al cas qualsevol assumpte entre els dos sexes de la mateixa espècie no es tolera»